# 千束
千束（日语：／ Senzoku */?）是東京都台東區的地名。現行行政地名為千束一丁目至千束四丁目。2013年8月1日為止的人口有10,071人。郵遞區號111-0031。

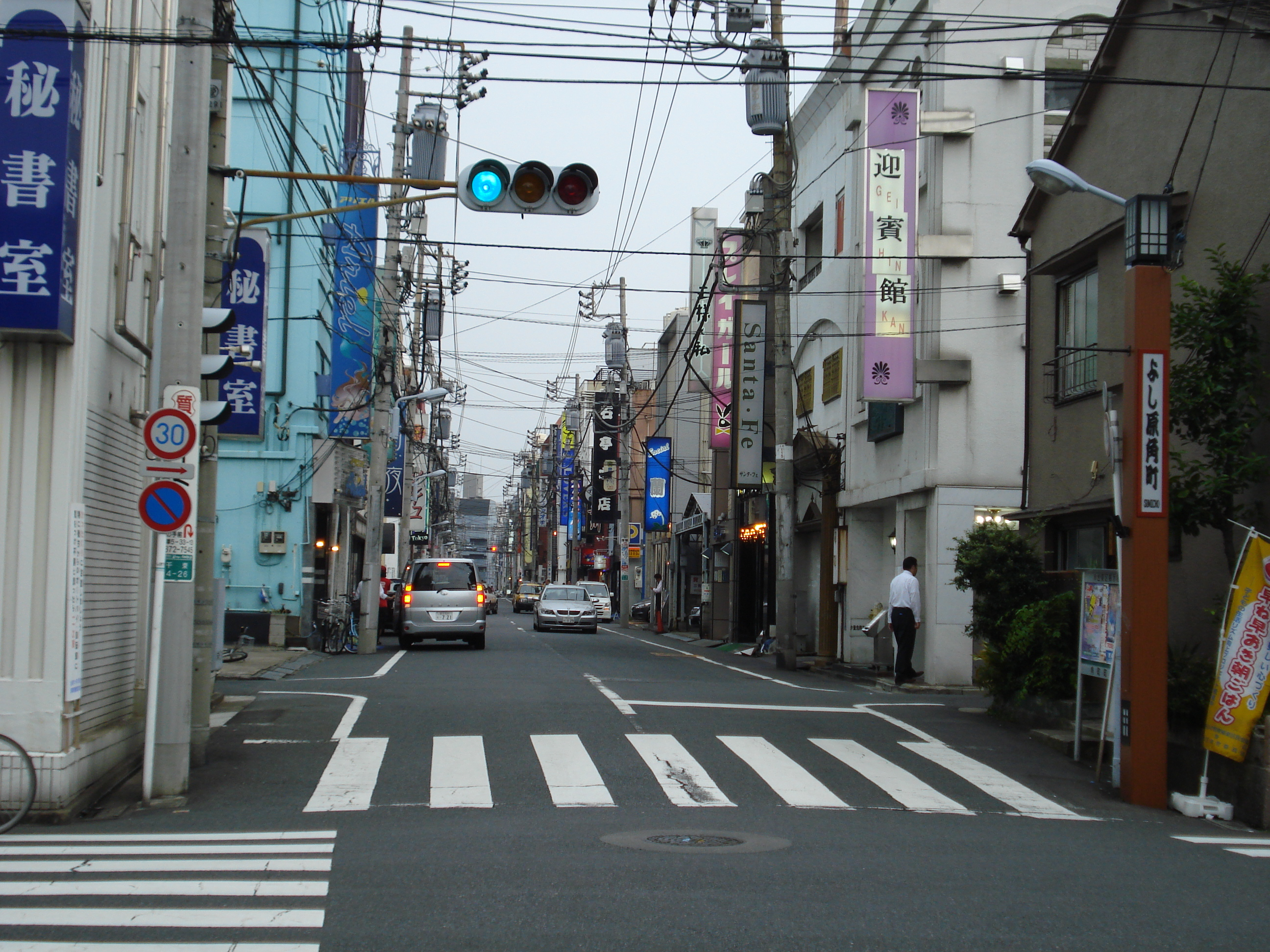
千束4丁目，2008年攝影

## 地理
位於台東區東北部。東部與東淺草、日本堤之間以土手通為界，東南部鄰淺草，南部接西淺草，西部連入谷，北部通龍泉。樋口一葉小說〈青梅竹馬〉(又譯比肩)中的千束町係指位於淺草新吉原與淺草公園間的地區。
千束三丁目與千束四丁目附近稱為吉原，是吉原遊廓所在地，千束四丁目附近有大規模的泡泡浴街。一旁有吉原神社。其他地區為住商混合區。

## 歷史
千束三丁目與千束四丁目附近稱為吉原（新吉原），江戶時代的吉原遊廓是江戶幕府公認的遊廓。現在只剩下千束四丁目附近的泡泡浴街，其規模、店舗數量為日本第一。
千束地區在戰後有許多朝鮮人在此居住，1951年3月21日爆發淺草美軍暴行事件。

### 地名由來
古時稱「千束村」。此地是能產稻千束、作為「千僧供料」（せんそうくりょう）的寺田而得名。

## 交通
東京地下鐵日比谷線的入谷站與三之輪站是最近的車站。

## 設施
- 台東區立吉原公園
- 台東區立金龍小學校
- 台東區千束保健福祉中心
- NTT吉原
- 東京都台東區立台東醫院

## 觀光
名所、古蹟
- 吉原神社 - 淺草七福神之一。藝能之神。
- 吉原辯財天 - 關東大地震時，許多吉原遊女為了從火場中逃生跳進辯天池喪生。辯天池之後已進行填埋，為現在的NTT吉原。
- 回首柳（見返り柳） - 在古典落語中登場。舊址立有石碑。附近的柳樹是在昭和時期種植。
- 吉原大門 - 僅剩交差點名稱。
- 鷲神社
- 長國寺

## 備註
1. ↑  住民基本台帳による町丁名別世帯人口数 平成２５年８月１日現在[永久]
2. ↑  . 日本眾議院. 國立國会圖書館. 1951-03-22  [2010-03-21]. （原始内容存档于2012-06-23）.

## 外部連結
- 台東區官方網站